# A Pure Place
A Pure Place ist ein Filmdrama von Nikias Chryssos, das im Juli 2021 beim Filmfest München seine Premiere feierte und im November 2021 in die deutschen Kinos kam.

## Handlung
Die Geschwister Paul und Irina sind Waisen und wachsen auf einer abgelegenen griechischen Insel in der religiösen Gemeinschaft des geheimnisvollen Fust auf. In einem Kellerkomplex müssen die Kinder unter unwürdigen Bedingungen eine besondere Seife herstellen, die man auf dem Festland regelmäßig verkauft. Unterdessen genießen die erwachsenen Sektenmitglieder in der Oberwelt das schöne Leben inmitten von Seifenschaum und wohltuendem Duft, was ihnen absolute Reinheit bringen soll.
Als der Guru Irina zu sich holt, fühlt Paul sich allein gelassen. Er muss seine Schwester befreien, bevor es zu spät ist, denn die Sekte bereitet ihren Gruppenselbstmord vor.

## Produktion

### Regie, Drehbuch und Besetzung
„Wer außen ist rein, der wird’s auch innen sein.“

Regie führte Nikias Chryssos, der gemeinsam mit Lars Henning Jung auch das Drehbuch schrieb. In der Ideenwelt des Films sei die Insel ein passendes Bild für eine religiöse Gesellschaft, die sich von dem Rest der Welt abgekapselt hat und die Außenwelt und normale Gesellschaft als schmutzig empfindet, so Chryssos. Da sich diese Insel in Griechenland befindet, habe man mit der Stadt Athen einen schönen Kontrast hierzu.
Die Mitglieder der Sekte versuchten, innere Zustände auf das Außen zu übertragen und die damit verbundenen Tugenden. Dabei stellt der Film Verbindung zu unterschiedlichen Mythologien her, zum Beispiel der deutschen mit Siegfried, aber auch der griechischen Mythologie. So wurde Hygieia als Göttin der Gesundheit, beziehungsweise die Personifizierung dieser, ein zentrales Element des Films.
Das Thema Religion habe ihn schon lange interessiert, insbesondere die sektenartigen Gemeinschaften als eine extreme Form von Religion. so Chryssos: „Ich fand spannend, was die Menschen dort hintreibt, meist positive Dinge wie Zusammenhalt und Sicherheit, und warum und wie es dort oft ins Negative kippt und zu Machtmissbrauch kommt.“ Ganz allgemein finde er es interessant, filmisch zu erforschen, wie Menschen sich ihre eigenen Mikrokosmen bauen. Gemeinsam mit Lars Henning Jung recherchierte er über Religionsgemeinschaften und Sekten wie die UFO-Sekte Raelianer, Scientology, Hare Krishna, Children of God und die evangelikalen Christen. Dabei hatte Chryssos beobachtet, dass diese meist wiederkehrende Strukturen aufweisen, wie Waschrituale, und baute auf dieser Erkenntnis basierend seine eigene Sekte und lässt diese im Film ihren Lebensunterhalt mit der Seifenfabrik verdienen. Chryssos wollte den Film bewusst märchenhaft gestalten, mit einem kindlichen Blick auf die Welt, daher die jungen Protagonisten.
Die Geschwister Paul und Irina, die an Hänsel und Gretel angelehnt sind, besetzte er mit Claude Heinrich und Greta Bohacek. Sam Louwyck spielt Fust, Daniel Sträßer ist in der Rolle von Siegfried zu sehen.

### Filmförderung und Dreharbeiten
Der Film erhielt Produktionsförderungen von der Beauftragten der Bundesregierung für Kultur und Medien in Höhe von 400.000 Euro, vom FilmFernsehFonds Bayern in halber Höhe, vom Medienboard Berlin-Brandenburg in Höhe von 100.000 Euro und von der Medien- und Filmgesellschaft Baden-Württemberg von 80.000 Euro.
Die Dreharbeiten fanden von Ende Oktober bis Anfang Dezember 2018 in Griechenland statt, in Athen und Umgebung und auf der Insel Ägina. Chryssos arbeite mit dem deutschen Kameramann Yoshi Heimrath zusammen.

### Filmmusik und Veröffentlichung
Die Filmmusik komponierten der deutsche Jazzmusiker Jan Miserre und der Saxophonist John Gürtler, der zuletzt für Filme wie Die Adern der Welt und Systemsprenger tätig war.
Die Premiere erfolgte am 4. Juli 2021 beim Filmfest München. Im September 2021 wurde der Film im Rahmen der Filmkunstmesse Leipzig gezeigt. Im Oktober 2021 wird er beim Film Festival Cologne vorgestellt und Anfang November 2021 beim Braunschweig International Film Festival. Am 25. November 2021 kam A Pure Place in die deutschen Kinos. Am 28. April 2022 wurde er in Deutschland auf Blu-ray veröffentlicht.

## Rezeption

### Altersfreigabe und Kritiken
In Deutschland wurde der Film von der FSK ab 12 Jahren freigegeben, ist in Begleitung der Eltern jedoch bereits ab 6 Jahren erlaubt. In der Freigabebegründung heißt es, die komplexe Geschichte werde mit Konzentration auf die Figuren und die seltsamen Rituale der Sekte erzählt. Gut und Böse seien dabei klar unterschieden und die kindlichen Protagonisten eigneten sich als starke Identifikationsfiguren. Dennoch könnten die bedrohliche Grundstimmung, die bizarren Aspekte der Handlung sowie einzelne Gewaltszenen, Kinder unter 12 Jahren überfordern.

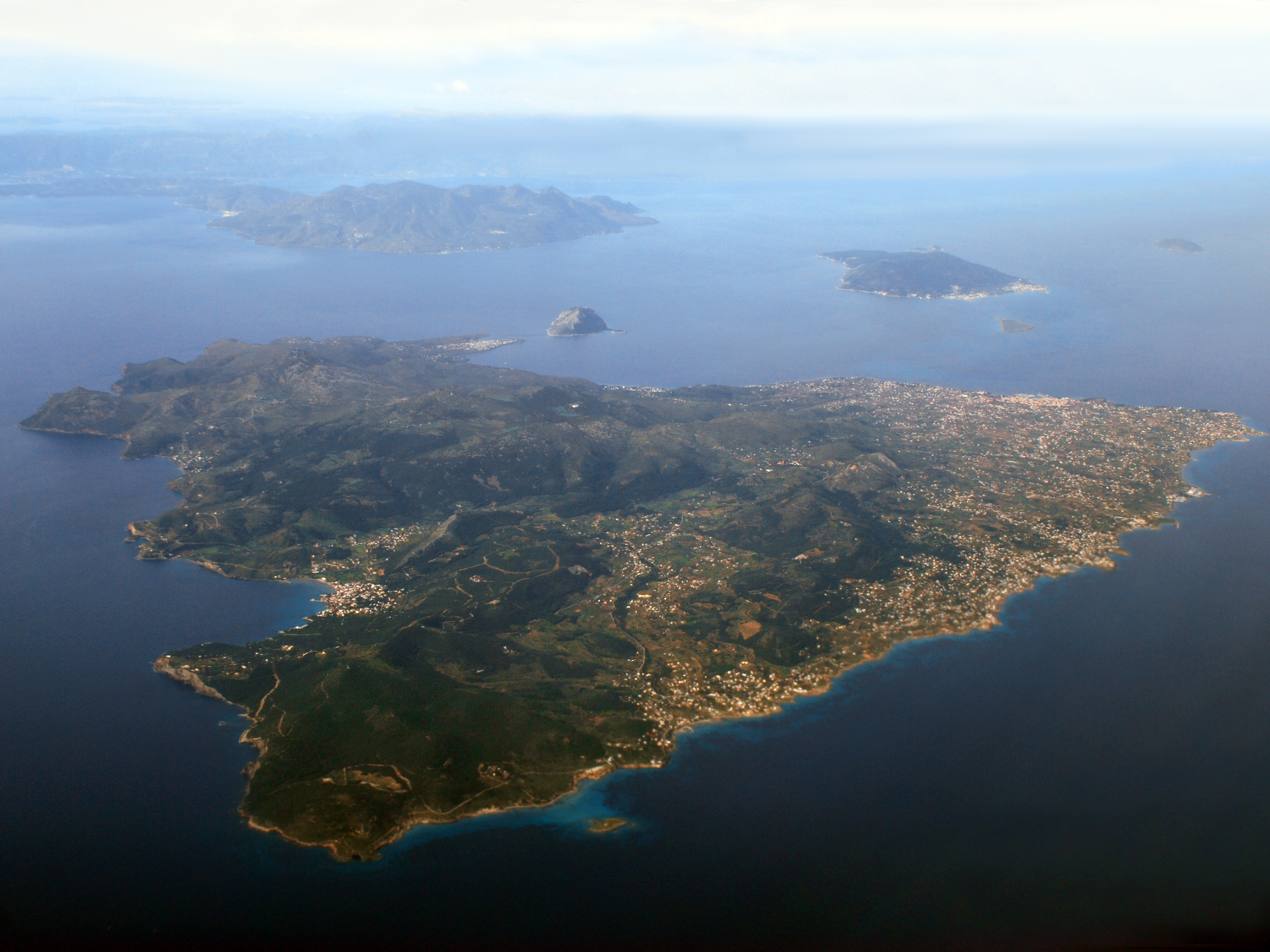
Gedreht wurde auf der griechischen Insel Ägina

Christopher Diekhaus, Filmkorrespondent der Gilde deutscher Filmkunsttheater, schreibt, A Pure Place beweise, dass es nicht zwangsläufig einen engen, durchweg klaustrophobischen Schauplatz wie in Der Bunker braucht, um ein quälend-ungutes Gefühl zu erzeugen. Dass die im Film gezeigte, streng hierarchische, menschenverachtende Organisation bislang nicht angezweifelt wurde, liege in erster Linie an der eigenartigen Ausstrahlung des Gurus, der von dem belgischen Schauspieler Sam Louwyck mit einem Akzent gespielt wird, der Fusts Worten zusätzliches Gewicht verleiht und den Anführer gleichzeitig von seinen Jüngern abhebt. So aufregend das Charisma dieses Blenders auch sein mag, hätte sich Nikias Chryssos etwas stärker auf seine beiden jungen Protagonisten konzentrieren sollen, so Diekhaus weiter: „Der Weg zur erwartbaren Emanzipation des an Hänsel und Gretel erinnernden Geschwisterpaares Irina und Paul hat Potenzial, wird aber wiederholt von Fusts Auftritten und seiner Aura in den Hintergrund gedrängt.“ Die fehlende Fokussierung erschwere es mitunter, emotional mitzugehen, und lasse das stimmungsvolle Drama am Ende nicht ganz ausgereift erscheinen.
Teresa Vena von Filmstarts erklärt, wie in seinem ersten Film Der Bunker habe Chryssos auch in A Pure Place wieder die Einheit der Familie gewählt, um von Abhängigkeiten und Machtmissbrauch zu erzählen, und wieder spiele die kindliche Perspektive dabei eine zentrale Rolle bei einer gleichzeitigen Demontage einer elterlichen Identifikations- und Führungsfigur. Von der klaustrophobisch-dunklen Grundstimmung aus Der Bunker wechsele A Pure Place in eine lichtdurchflutete Szenerie, was nicht bedeute, dass sich hier deshalb weniger tiefe Abgründe auftun. Die Liste der Sektenfilme im Horrorfach sei lang, so Vena, aber A Pure Place könne sich bis zum Schluss sich nicht so recht entscheiden, ob er dazu gehören möchte oder doch lieber Gesellschaftssatire sein will. So entziehe sich A Pure Place einer einfachen Einordnung, was grundsätzlich nichts Schlechtes sein muss, trotzdem fehle es ihm insgesamt an Stringenz und Spannung.

### Auszeichnung
Filmfest München 2021
- Auszeichnung mit dem Förderpreis Neues Deutsches Kino (Nikias Chryssos)[16]

Preis der deutschen Filmkritik 2022
- Nominierung als Bester Schauspieler (Sam Louwyck)
- Auszeichnung für die Beste Musik (John Gürtler und Jan Miserre)[17][18]